# Geert Wilders
Geert Wilders (født 6. september 1963 i Venlo, Limburg, Holland) er en hollandsk politiker, der har været medlem af det hollandske underhus, Tweede Kamer, siden 1998. Oprindeligt repræsenterede han VVD, men i 2006 grundlagde han partiet Groep Wilders, der senere skiftede navn til det nuværende Partij voor de Vrijheid, og som han stadig er politisk leder af.
Geert Wilders er fortaler for begrænsninger i immigrationen til Holland, særligt fra ikke-vestlige lande. Som selvproklameret "forsvarer for ytringsfrihed" og kritiker af islamisme, har han foreslået at forbyde Koranen i Holland, fordi han mener den er i strid med landets lovgivning.

## Politisk karriere
I 1997 blev han medlem af byrådet i Utrecht for VVD, og blev valgt til parlamentets underhus året efter. I juli 2004 præsenterede han sammen med partifællen Gert-Jan Oplaat en pamflet med forslag til en mere konservativ retspolitik i VVD, der indeholdt punkter som strengere straf, højere hastigheder på vejene, udvisning af yderligtgående imamer og nej til at Tyrkiet skal kunne blive medlem af EU. Særligt sidstnævnte krav vandt ikke gehør – og det var medvirkende til at han i september samme år dannede Groep Wilders, der i første omgang blot var en gruppe i parlamentet. Sommeren efter, i juni 2005, blev Wilders en af de ledende i nej-kampagnen for landets folkeafstemning om forfatningstraktaten, som 62% af vælgerne endte med at stemme nej til.
Wilders stiftede Partij voor de Vrijheid 22. februar 2006 sammen med Bart Jan Spruyt. På sin hjemmeside publicerede han Muhammed-tegningerne fra Morgenavisen Jyllands-Posten for at markere sin støtte til ytringsfriheden. Wilders hævder at han i løbet af de følgende dage modtog over 40 mordtrusler, hvilket vakte stor opmærksomhed i Holland. Wilders har levet under politibeskyttelse i flere år. Ved parlamentsvalget i september 2006 år gik Wilders' parti markant frem og blev med 5,9% af stemmerne landets tredjestørste oppositionsparti og landets femtestørste parti i det hele taget.

## Islamkritik
I et åbent brev i den hollandske avis De Volkskrant i august 2007 foreslog Geert Wilders at Koranen, som han kaldte en "fascistisk bog", skulle forbydes i Holland, ligesom Adolf Hitlers Mein Kampf. Han hævdede, "Bogen opfordrer til had og drab og har derfor ingen plads i vores retsorden". Han har også omtalt Muhammed som "djævelen". I september 2009 foreslog Wilders til at pålægge muslimske kvinder afgift for at bære Hijab. Han foreslog kvinderne kunne købe en licens for € 1000 og at pengene kunne bruges til projekter til gavn for kvinders frigørelse.
I november 2007 offentliggjorde Wilders i avisen De Telegraaf, at han arbejdede på en kortfilm om Koranen. Titlen er Fitna (arabisk: "det onde"). Filmen fik premiere i marts 2008. Den syriske stormufti Ahmad Badr al-Din Hassun udtalte, at det vil blive opfattet som en krigserklæring, hvis Wilders ødelagde en koran i filmen. Den hollandske regering frygtede, at filmen ville afstedkomme protester mod hollandske ambassader og virksomheder i muslimske lande, og myndighederne hævede 6. marts 2008 landets terrorberedskab som følge af filmen. Også Europa-Kommissionen udtrykte bekymring.
Wilders' udtalelser har tidligere skabt stærke reaktioner i lande som Tunesien, Marokko og Saudiarabien. Men heller ikke i Holland udeblev reaktionerne – bl.a. sagde rockeren Appa, at han ikke ville have noget imod, hvis Wilders blev skudt.
18. marts 2008 roste Geert Wilders i et interview med DR2 Udland Danmarks statsminister Anders Fogh Rasmussen for håndteringen af Muhammedkrisen, og beklagede, at Hollands statsminister er "en kujon, som ikke står fast på forfatningens ord om ytringsfrihed, men i stedet har stillet sig på Talebans side". Fogh reagerede imidlertid prompte med at tage afstand til Wilders' synspunkter, mens Dansk Folkepartis Søren Espersen kaldte statsministeren kritik for "pinlig" .